# 吳道行 (岳麓書院)
吳道行（?—1644年），字見可，一號嶁山。善化人。
吳獵之後。早年師從岳麓書院的張元忭，教職於岳麓書院，人称“嵝山先生”，成為岳麓書院最後一任山長，以“朱熹張栻為宗”，治學嚴謹，“留心经史，百家诸子，兵饷军政之属，部决利弊，悉见施行”，与高世泰为至交。王夫之曾師從之。崇祯十七年（1644年），清兵南下，“郁郁不自得，一日趋吉藩故邸，望阙痛哭展拜，舆归山中，不食而卒”，遗言：“惊闻北事，主亡臣辱，痛之如何！予以诸生，食恩累代，独非草莽之臣哉！……笔搁而舆至，将以吉日成遄归，集儿女罗拜，从此从先帝于地下矣！”。葬于岳麓山飞来石侧。編撰《嶽麓書院志》。